# كريس كاربنتر (لاعب كرة قاعدة)
كريس كاربنتر (بالإنجليزية: Chris Carpenter)‏ هو لاعب كرة قاعدة أمريكي، ولد في 27 أبريل 1975 في إيكستر في الولايات المتحدة.

## وصلات خارجية
- كريس كاربنتر (لاعب كرة قاعدة) على موقع دوري كرة القاعدة الرئيسي (الإنجليزية)
- كريس كاربنتر (لاعب كرة قاعدة) على موقعبيزبول رفرنس.كوم (الدوري الرئيسي) (الإنجليزية)
- كريس كاربنتر (لاعب كرة قاعدة) على موقعبيزبول رفرنس.كوم (الدوري الثانوي) (الإنجليزية)
- كريس كاربنتر (لاعب كرة قاعدة) على موقع إي إس بي إن.كوم (أم.أل.بي) (الإنجليزية)
- كريس كاربنتر (لاعب كرة قاعدة) على موقع مشجعي الرسوم البيانية (الإنجليزية)